# Liste der politischen Parteien Osttimors

Wahlscheinmuster für die Parlamentswahl mit den Flaggen der angetretenen Parteien

Die Liste der politischen Parteien Osttimors führt die aktuellen und ehemalige Parteien in Osttimor auf. Nicht mitaufgeführt sind die indonesischen Parteien, die während der Besatzungszeit (1975–1999) im Land vertreten waren. Die offizielle Registrierung und Zulassung als Partei erfolgt beim Tribunal de Recurso de Timor-Leste. Dazu müssen die Unterschriften von 20.000 Unterstützern vorgelegt werden, wobei aus jeder Gemeinde Osttimors jeweils 1000 Unterschriften vorgelegt werden müssen.

## Aktuelle Parteien
| Partei                                                   | Abkürzung                | Gründungsjahr | Informationen | Symbol |
| -------------------------------------------------------- | ------------------------ | ------------- | --- | ------ |
| Associação Popular Monarquia Timorense                   | APMT                     |               | Abspaltung von der Klibur Oan Timor Asuwain (KOTA) |        |
| Centro Acção Social Democrata Timorense                  | CASDT                    | 2015          | sozialdemokratisch |        |
| Congresso Nacional da Reconstrução Timorense             | CNRT                     | 2007          | konservativ |        |
| Frente Revolucionária do Timor-Leste Independente        | FRETILIN                 | 1974          | kurz nach der Gründung als ASDT Umbenennung in FRETILIN, dominierende Partei in Osttimor und Hauptkraft im Freiheitskampf gegen Indonesien, ursprünglich breit aufgestellt von Mitte bis marxistisch-leninistisch, heute mehr Mitte-links |        |
| Frente de Reconstrução Nacional de Timor-Leste — Mudança | Frenti-Mudança, Frenti-M | 2011          | Abspaltung von der FRETILIN, ursprünglich gegründet als FRETILIN Mudança., sozialdemokratisch |        |
| Kmanek Haburas Unidade Nasional Timor Oan                | KHUNTO                   | 2011          | Unterstützung durch Korka |        |
| Movimentu Libertasaun ba Povu Maubere                    | MLPM                     | 2013          | |        |
| Partido Democrata Cristão                                | PDC                      | 1999/2000     | christlich-sozial |        |
| Partido Democrática Republica de Timor                   | PDRT                     | 2007          | 2012 Wahlbündnis mit PLPA, seit 2015 Teil des BUP |        |
| Partido Democrático                                      | PD                       | 2001          | Mitte-rechts |        |
| Partido do Desenvolvimento Nacional                      | PDN                      | 2008          | konservativ, Abspaltung von der PSD |        |
| Partido do Desenvolvimento Popular                       | PDP                      | 2012          | |        |
| Partido Esperança da Pátria                              | PEP                      | 2017          | |        |
| Partido Milénio Democrático                              | PMD                      | 2004          | Abspaltung von der PSD, 2012 Wahlbündnis Coligação Bloco Proclamador mit PARENTIL, seit 2015 Teil des PMD |        |
| Partido do Povo de Timor                                 | PPT                      | 2000          | konservativ-national, 2007 im Wahlbündnis mit der KOTA |        |
| Partido Social Democrata                                 | PSD                      | 2000          | konservativ, 2007 Wahlbündnis mit ASDT |        |
| Partido Socialista de Timor                              | PST                      | 2001          | sozialistisch, marxistisch-leninistisch, 2015–2016 Teil des BUP |        |
| Partido Timorense Democrático                            | PTD                      | 2008          | Abspaltung von der PNT |        |
| Partidu Liberta Povu Aileba                              | PLPA                     | 2009          | Abspaltung von der ASDT, 2012 Wahlbündnis mit PDRT, seit 2015 Teil des BUP |        |
| Partidu Libertasaun Popular                              | PLP                      | 2015          | Mitte rechts |        |
| Partidu Republikanu                                      | PR                       | 2007          | sozialdemokratisch |        |
| Partidu Unidade Dezenvolvimentu Demokratiku              | PUDD                     | 2016          | |        |
| União Democrática Timorense                              | UDT                      | 1974          | älteste Partei Osttimors, rechts konservativ, ursprünglich pro-portugiesisch und durch die Adelsschicht unterstützt |        |
| União Nacional Democrática de Resistência Timorense      | UNDERTIM                 | 2005          | Unterstützung durch Veteranen und Sagrada Família |        |
| Partido os Verdes de Timor                               | Os Verdes                | 2022          | Die Grünen. Linksorientiert. Nähe zur Ritual-Arts-Gruppe 7-7 |        |

## Nicht registrierte und ehemalige Parteien
| Partei                                   | Abkürzung | Bestehen      | Informationen | Symbol |
| ---------------------------------------- | --------- | ------------- | --- | ------ |
| Associação Popular Democrática Timorense | APODETI   | 1974–2007     | pro-indonesisch, nach dem Unabhängigkeitsreferendum Abkehr davon, am Ende Parteiname mit dem Zusatz „Pro Referendo “ |        |
| Associação Social-Democrata de Timor     | ASDT      | 2001–2018     | konservativ, 2007 im Wahlbündnis mit PSD                                                                             |        |
| Partai Demokratik Maubere                | PDM       | 2000–2001 (?) | Wurzeln möglicherweise in der APODETI                                                                                |        |
| União Democrata-Crista de Timor          | UDC       | 1998–2007     | Abspaltung von der UDT, christlich-konservativ, aufgegangen in der PDC, liberal, rechts                              |        |

Folgende Parteien wurde wegen nicht Erfüllung der gesetzlichen Vorgaben die Wählbarkeit durch das Tribunal entzogen:
| Partei                                 | Abkürzung | Bestehen  | Informationen | Symbol |
| -------------------------------------- | --------- | --------- | --- | ------ |
| Klibur Oan Timor Asuwain               | KOTA      | 1974–2018 | konservativ, starke Unterstützung vom traditionellen, timoresischen Adel, 2007 Wahlbündnis mit der PPT, 2012 Wahlbündnis mit PTT |        |
| Partidu Democrática Liberal            | PDL       | 2011–2018 | Als Partai Liberal 2001 gegründet. liberal, rechts                                                                               |        |
| Partido Unidade Nacional               | PUN       | 2007–2018 | aus der 2005 gegründeten Partidu Nacional (PN) entstanden, christlich konservativ                                                |        |
| Partido Republika Nacional Timor Leste | PARENTIL  | 2001–2018 | konservativ, 2012 Wahlbündnis Coligação Bloco Proclamador mit PMD, 2015–2017 Teil des BUP                                        |        |
| Partido Nasionalista Timorense         | PNT       | 1999–2018 | „fortschrittlich national“, für enge Beziehungen zu Indonesien                                                                   |        |
| Partido Trabalhista Timorense          | PT, PTT   | 1974–2018 | demokratisch, sozialistisch, 2012 Wahlbündnis mit KOTA                                                                           |        |

2021 strebte die Partido Timor Forte (PATIFOR) die Registrierung an, erreichte aber nicht alle Vorgaben. Parteichef ist Gregório Saldanha. Ebenfalls erfolglos war der Antrag auf Registrierung der Partidu Dezenvolvementu Sosiál (PDS). Von FITUN wurden der Antrag im Januar 2021 abgelehnt. Von der 2021 aktiven Partidu Unidade Dezenvolvimentu Nasionál (PUDN) sind bisher keine Angaben zum Antrag auf Registrierung bekannt. 2023 ist die Registrierung der Aliança Nacional Democrata (AND) noch nicht abgeschlossen.

## Parteienbündnisse
In der Liste sind nur Parteienbündnisse mit einem eigenen Namen aufgeführt.
| Partei                             | Abkürzung         | Bestehen      | Mitglieder                                                      | Symbol |
| ---------------------------------- | ----------------- | ------------- | --------------------------------------------------------------- | ------ |
| Aliança da Maioria Parlamentar     | AMP               | 2007–2012     | CNRT, PD, ASDT, PSD, UNDERTIM                                   |        |
| Aliança para Mudança e Progresso   | AMP               | seit 2017     | CNRT, PLP, KHUNTO (bis 2018 Aliança da Maioria Parlamentar)     |        |
| Aliança Democrática KOTA/PPT       | AD                | 2007          | KOTA, PPT                                                       |        |
| Aliança Democrática                | AD                | 2012          | KOTA, PTT                                                       |        |
| Aliança Democrata                  | AD                | 2023          | AND, PDP, PLPA                                                  |        |
| Bloku Unidade Popular              | BUP               | 2015–2018 (?) | PDRT, PMD, PLPA (bis 2018), PST (bis 2016), PARENTIL (bis 2017) |        |
| Coligação Bloco Proclamador        | Bloco Proclamador | 2012          | PARENTIL, PMD                                                   |        |
| Fórum Demokrátiku Nasionál         | FDN               | 2017–2018     | APMT, BUP, PST, PSD, PDP, MLPM, PDC                             |        |
| Frente Ampla Democrática           | FAD               | seit 2023     | UDT, FM, CASDT, PDN                                             |        |
| Frenti Dezenvolvimentu Demokratiku | FDD               | 2017–2018     | PUDD, FM, UDT, PDN                                              |        |
| Liga Democrática Progressiva       | LDP               | 2007–(?)      | PDC, PDRT, PMD, PNT, PST, UDT                                   |        |
| Movimentu Dezenvolvimentu Nasional | MDN               | 2018          | APMT, MLPM, PLPA, UNDERTIM                                      |        |
| Movimento Social Democrata         | MSD               | 2018          | PSD, PST, PDC, CASDT                                            |        |

## Wahlergebnisse

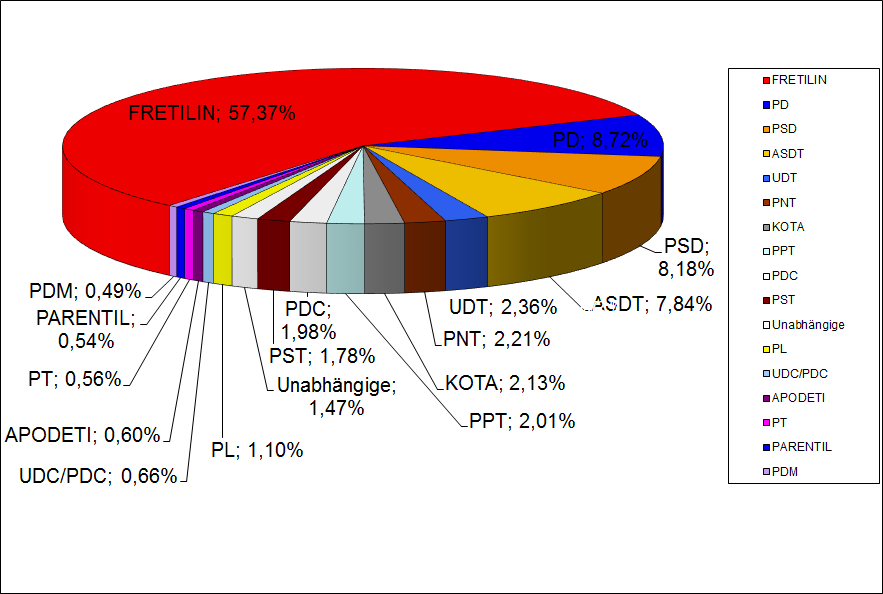
Endergebnis der Wahl zur Verfassungsgebenden Versammlung 2001
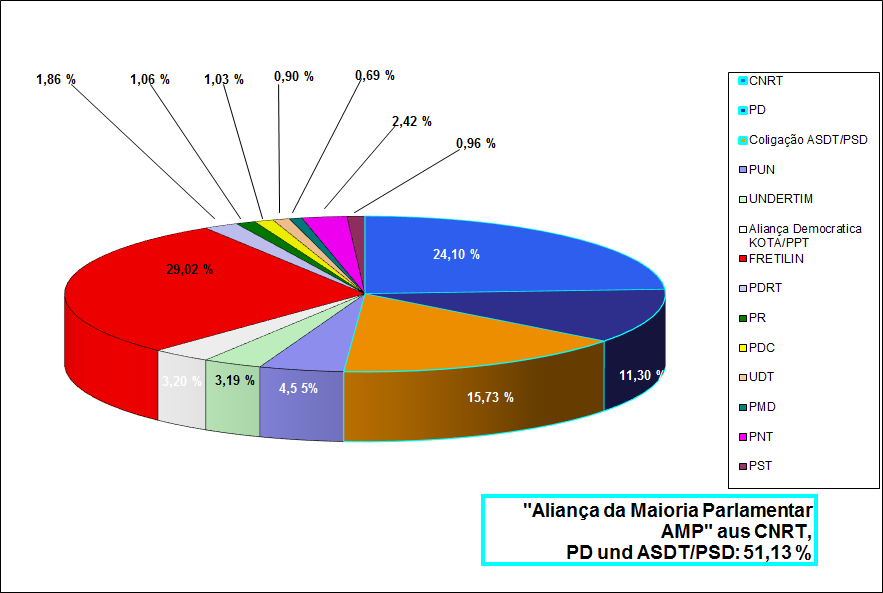
Endergebnis der Parlamentswahl 2007
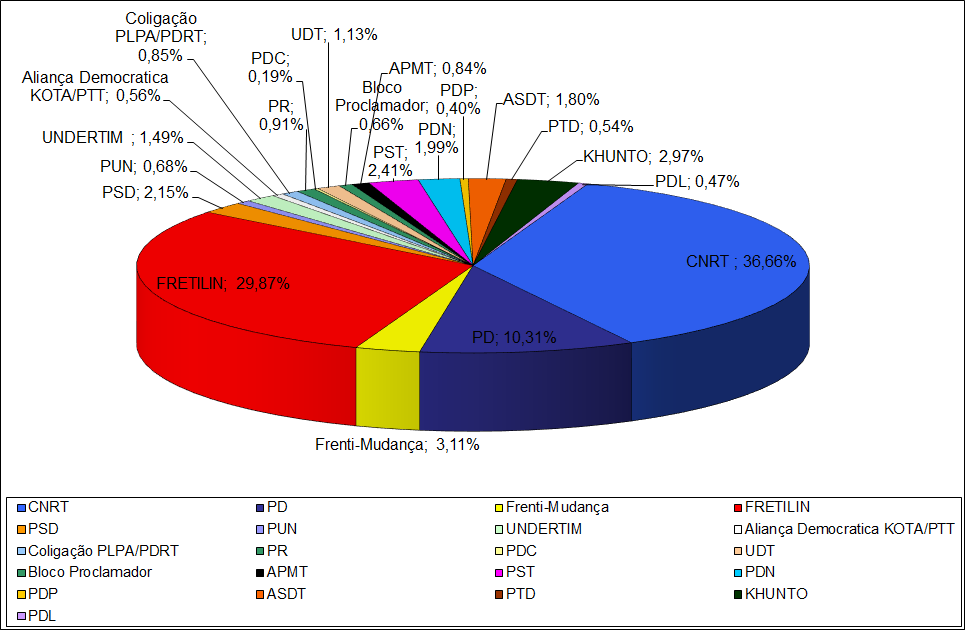
Endergebnis der Parlamentswahl 2012
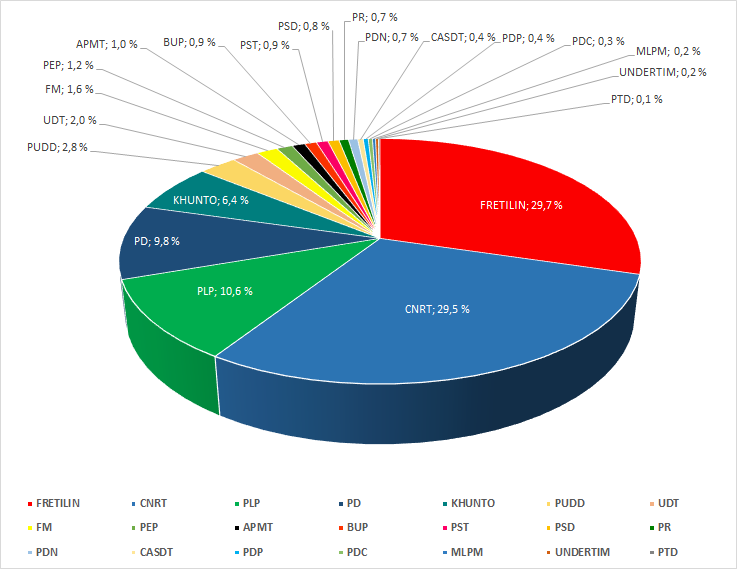
Endergebnis der Parlamentswahl 2017
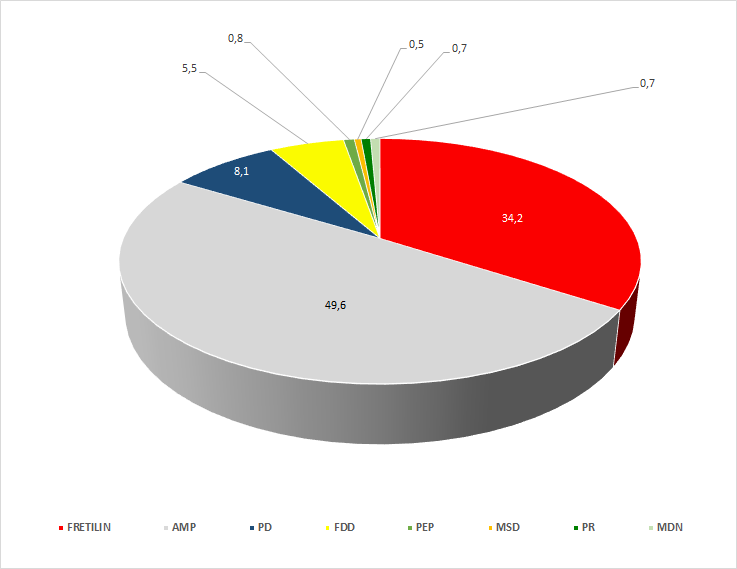
Endergebnis der Parlamentswahl 2018
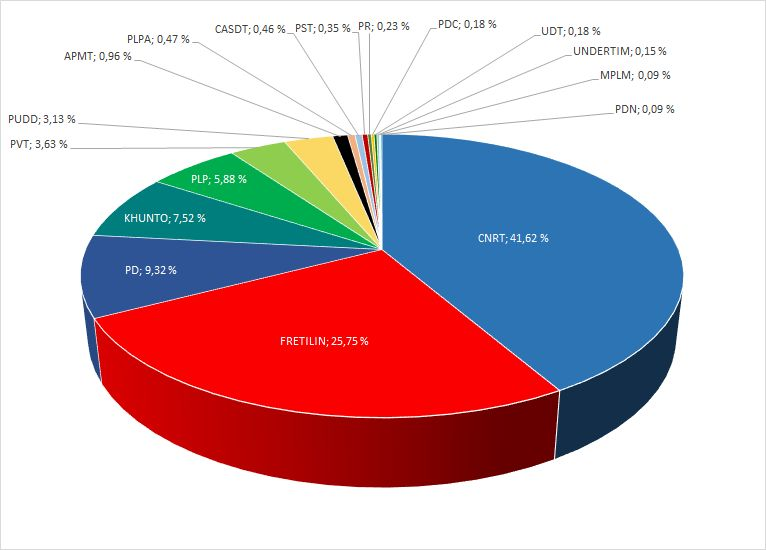
Endergebnis der Parlamentswahl 2023